# مسعود (أمانة العاصمة)
مسعود هي إحدى قرى مديرية ضواحي الأمانة سنحان وبني بهلول التابعة لمحافظة أمانة العاصمة صنعاء اليمنية، بلغ تعداد سكانها 4033 نسمة حسب الإحصاء الذي أجري عام 2004.